# Nicaraguaanse córdoba
De córdoba is de munteenheid van Nicaragua. In 1912 werd deze munt ingevoerd, met de naam werd Francisco Hernández de Córdoba (een van de belangrijkste Spaanse veroveraars van Nicaragua) geëerd. In het dagelijks leven wordt de córdoba ook wel peso genoemd.
In 1987 werd de nieuwe córdoba geïntroduceerd, die 1000 oude córdoba's waard was.
In 1991 werd de córdoba nogmaals geïntroduceerd onder de naam Córdoba de Oro ('Gouden Córdoba'), met een waarde van 10.000.000 (inmiddels verouderde) nieuwe córdoba's.
De munten zijn verdeeld in:
- 5 centavo
- 10 centavo
- 25 centavo
- 50 centavo
- 1 códoba
- 2 córdoba
- 5 córdoba
- 10 córdoba

De biljetten zijn verdeeld in:
- 10 córdoba
- 20 córdoba
- 50 córdoba
- 100 córdoba
- 200 córdoba
- 500 córdoba
- 1000 córdoba